# Tudor Pro Cycling Team
El Tudor Pro Cycling Team (codi UCI: TUD) és un equip ciclista professional suís de categoria UCI ProTeam. L'equip fou fundat el 2018 amb el nom de Swiss Racing Academy, amb l'objectiu formar ciclistes suïssos dins el professionalisme. El 2022 entra l'esponsorització de Tudor i l'exciclista Fabian Cancellara entra dins l'equip. El 2023 obtenen una llicència ProTeam.

## Principals victòries

### Curses d'un dia
- Milà-Torí: 2023 (Arvid de Kleijn)

### Curses per etapes
- Alps Isera Tour: 2022 (Yannis Voisard)
- Région Pays de la Loire Tour: 2023 (Alexander Kamp)
- Tour de Bretanya: 2023 (Simon Pellaud)

### Campionats nacionals
- Campionat d'Alemanta en ruta: 2024 (Marco Brenner)
- Campió de Suècia en ruta: 2023 (Lucas Eriksson), 2024 (Jacob Eriksson)
- Campionat de Luxemburg en contrarellotge: 2024 (Arthur Kluckers)
- Campió de Suïssa en ruta: 2023 (Robin Froidevaux)

## Classificacions UCI
L'equip participa en les proves dels circuits continentals, en particular de l'UCI Europa Tour. La taula presenta les classificacions de l'equip en els diferents circuits, així com el millor ciclista en la classificació individual.
UCI Europa Tour
| Temporada | Classificació per equips | Millor ciclista en la classificació individual |
| --------- | ------------------------ | ---------------------------------------------- |
| 2019      | 39è                      | Stefan Bissegger (170è)                        |
| 2020      | 58è                      | Alex Vogel (670è)                              |
| 2021      | 61è                      | Alex Vogel (617è)                              |
| 2022      | 23è                      | Robin Froidevaux (343è)                        |
| 2023      | 7è                       | -                                              |

L'equip també participa de la Classificació mundial UCI.
| Temporada | Classificació per equips | Millor ciclista en la classificació individual |
| --------- | ------------------------ | ---------------------------------------------- |
| 2019      | 72è                      | Stefan Bissegger (204è)                        |
| 2020      | 93è                      | Alex Vogel (839è)                              |
| 2021      | 23è                      | Alex Vogel (798è)                              |
| 2022      | 23è                      | Robin Froidevaux (429è)                        |
| 2023      | 7è                       | Arvid de Kleijn (133è)                         |

## Composició de l'equip
| \| Llista de l'equip 2024 \| Llista de l'equip 2024 \| Llista de l'equip 2024 \| Llista de l'equip 2024 \| \| Ciclista \| Data de naixement \| Equip previ \| \| \| ----------------------------------- \| ---------------------- \| ------------------------------------------ \| ---------------------- \| \| Tom Bohli \| 17 de gener de 1994 \| Cofidis (2022) \| \| \| Nils Brun \| 14 de juny de 2000 \| Swiss MTB Pro Team powered by Stoll (2021) \| \| \| Aloïs Charrin \| 8 de setembre de 2000 \| Chambéry CF (2020) \| \| \| Arvid de Kleijn \| 21 de març de 1994 \| Human Powered Health (2022) \| \| \| Jacob Eriksson \| 1 de octubre de 1999 \| Riwal Cycling Team (2022) \| \| \| Lucas Eriksson \| 10 de abril de 1996 \| Riwal Cycling Team (2022) \| \| \| Robin Froidevaux \| 17 de octubre de 1998 \| Akros-Excelsior-Thömus (2020) \| \| \| Miká Heming \| 6 de abril de 2000 \| ATT Investments (2022) \| \| \| Alexander Kamp \| 14 de desembre de 1993 \| Trek-Segafredo (2022) \| \| \| Petr Kelemen \| 18 de novembre de 2000 \| Elkov-Kasper (2021) \| \| \| Arthur Kluckers \| 15 de març de 2000 \| Leopard Pro Cycling (2022) \| \| \| Sebastian Kolze Changizi \| 29 de desembre de 2000 \| ColoQuick (2022) \| \| \| Alexander Krieger \| 28 de novembre de 1991 \| Alpecin-Deceuninck (2023) \| \| \| Marius Mayrhofer \| 18 de setembre de 2000 \| Team DSM-Firmenich (2023) \| \| \| Simon Pellaud \| 6 de novembre de 1992 \| Trek-Segafredo (2022) \| \| \| Rick Pluimers \| 7 de desembre de 2000 \| Jumbo-Visma Development Team (2022) \| \| \| Sébastien Reichenbach \| 28 de maig de 1989 \| Groupama-FDJ (2022) \| \| \| Michael Storer \| 28 de febrer de 1997 \| Groupama-FDJ (2023) \| \| \| Florian Stork \| 27 de abril de 1997 \| Team DSM-Firmenich (2023) \| \| \| Joel Suter \| 25 de octubre de 1998 \| UAE Team Emirates (2022) \| \| \| Roland Thalmann \| 5 de agost de 1993 \| Team Vorarlberg (2022) \| \| \| Matteo Trentin \| 2 de agost de 1989 \| UAE Team Emirates (2023) \| \| \| Yannis Voisard \| 26 de juliol de 1998 \| Akros-Thömus (2019) \| \| \| Hannes Wilksch \| 30 de octubre de 2001 \| Tudor Pro Cycling U23 (2023) \| \| \| Luc Wirtgen \| 7 de juliol de 1998 \| Bingoal Pauwels Sauces WB (2022) \| \| \| Maikel Zijlaard \| 1 de juny de 1999 \| VolkerWessels Cycling Team (2022) \| \| \| Marco Brenner \| 27 de agost de 2002 \| Team DSM-Firmenich (2023) \| \| \| Mathys Rondel (20 de jul–31 de des) \| 23 de setembre de 2003 \| Tudor Pro Cycling U23 (2024) \| \| \| \| \| \| \| \| Font: ProCyclingStats \| \| \| \| |                        |                                            |  |
| Llista de l'equip 2024 |                        |                                            |  |
| Ciclista | Data de naixement      | Equip previ                                |  |
| Tom Bohli | 17 de gener de 1994    | Cofidis (2022)                             |  |
| Nils Brun | 14 de juny de 2000     | Swiss MTB Pro Team powered by Stoll (2021) |  |
| Aloïs Charrin | 8 de setembre de 2000  | Chambéry CF (2020)                         |  |
| Arvid de Kleijn | 21 de març de 1994     | Human Powered Health (2022)                |  |
| Jacob Eriksson | 1 de octubre de 1999   | Riwal Cycling Team (2022)                  |  |
| Lucas Eriksson | 10 de abril de 1996    | Riwal Cycling Team (2022)                  |  |
| Robin Froidevaux | 17 de octubre de 1998  | Akros-Excelsior-Thömus (2020)              |  |
| Miká Heming | 6 de abril de 2000     | ATT Investments (2022)                     |  |
| Alexander Kamp | 14 de desembre de 1993 | Trek-Segafredo (2022)                      |  |
| Petr Kelemen | 18 de novembre de 2000 | Elkov-Kasper (2021)                        |  |
| Arthur Kluckers | 15 de març de 2000     | Leopard Pro Cycling (2022)                 |  |
| Sebastian Kolze Changizi | 29 de desembre de 2000 | ColoQuick (2022)                           |  |
| Alexander Krieger | 28 de novembre de 1991 | Alpecin-Deceuninck (2023)                  |  |
| Marius Mayrhofer | 18 de setembre de 2000 | Team DSM-Firmenich (2023)                  |  |
| Simon Pellaud | 6 de novembre de 1992  | Trek-Segafredo (2022)                      |  |
| Rick Pluimers | 7 de desembre de 2000  | Jumbo-Visma Development Team (2022)        |  |
| Sébastien Reichenbach | 28 de maig de 1989     | Groupama-FDJ (2022)                        |  |
| Michael Storer | 28 de febrer de 1997   | Groupama-FDJ (2023)                        |  |
| Florian Stork | 27 de abril de 1997    | Team DSM-Firmenich (2023)                  |  |
| Joel Suter | 25 de octubre de 1998  | UAE Team Emirates (2022)                   |  |
| Roland Thalmann | 5 de agost de 1993     | Team Vorarlberg (2022)                     |  |
| Matteo Trentin | 2 de agost de 1989     | UAE Team Emirates (2023)                   |  |
| Yannis Voisard | 26 de juliol de 1998   | Akros-Thömus (2019)                        |  |
| Hannes Wilksch | 30 de octubre de 2001  | Tudor Pro Cycling U23 (2023)               |  |
| Luc Wirtgen | 7 de juliol de 1998    | Bingoal Pauwels Sauces WB (2022)           |  |
| Maikel Zijlaard | 1 de juny de 1999      | VolkerWessels Cycling Team (2022)          |  |
| Marco Brenner | 27 de agost de 2002    | Team DSM-Firmenich (2023)                  |  |
| Mathys Rondel (20 de jul–31 de des) | 23 de setembre de 2003 | Tudor Pro Cycling U23 (2024)               |  |
| |                        |                                            |  |
| Font: ProCyclingStats |                        |                                            |  |

| \| Llista de l'equip 2023 \| Llista de l'equip 2023 \| Llista de l'equip 2023 \| Llista de l'equip 2023 \| \| Ciclista \| Data de naixement \| Equip previ \| \| \| ----------------------------------- \| ---------------------- \| ------------------------------------------ \| ---------------------- \| \| Tom Bohli \| 17 de gener de 1994 \| Cofidis (2022) \| \| \| Nils Brun \| 14 de juny de 2000 \| Swiss MTB Pro Team powered by Stoll (2021) \| \| \| Aloïs Charrin \| 8 de setembre de 2000 \| Chambéry CF (2020) \| \| \| Arvid de Kleijn \| 21 de març de 1994 \| Human Powered Health (2022) \| \| \| Jacob Eriksson \| 1 de octubre de 1999 \| Riwal Cycling Team (2022) \| \| \| Lucas Eriksson \| 10 de abril de 1996 \| Riwal Cycling Team (2022) \| \| \| Robin Froidevaux \| 17 de octubre de 1998 \| Akros-Excelsior-Thömus (2020) \| \| \| Miká Heming \| 6 de abril de 2000 \| ATT Investments (2022) \| \| \| Alexander Kamp \| 14 de desembre de 1993 \| Trek-Segafredo (2022) \| \| \| Petr Kelemen \| 18 de novembre de 2000 \| Elkov-Kasper (2021) \| \| \| Arthur Kluckers \| 15 de març de 2000 \| Leopard Pro Cycling (2022) \| \| \| Sebastian Kolze Changizi \| 29 de desembre de 2000 \| ColoQuick (2022) \| \| \| Simon Pellaud \| 6 de novembre de 1992 \| Trek-Segafredo (2022) \| \| \| Rick Pluimers \| 7 de desembre de 2000 \| Jumbo-Visma Development Team (2022) \| \| \| Sébastien Reichenbach \| 28 de maig de 1989 \| Groupama-FDJ (2022) \| \| \| Joel Suter \| 25 de octubre de 1998 \| UAE Team Emirates (2022) \| \| \| Roland Thalmann \| 5 de agost de 1993 \| Team Vorarlberg (2022) \| \| \| Yannis Voisard \| 26 de juliol de 1998 \| Akros-Thömus (2019) \| \| \| Luc Wirtgen \| 7 de juliol de 1998 \| Bingoal Pauwels Sauces WB (2022) \| \| \| Maikel Zijlaard \| 1 de juny de 1999 \| VolkerWessels Cycling Team (2022) \| \| \| Hannes Wilksch (5 de ago–31 de des) \| 30 de octubre de 2001 \| Development Team DSM (2022) \| \| \| \| \| \| \| \| Font: ProCyclingStats \| \| \| \| |                        |                                            |  |
| Llista de l'equip 2023 |                        |                                            |  |
| Ciclista | Data de naixement      | Equip previ                                |  |
| Tom Bohli | 17 de gener de 1994    | Cofidis (2022)                             |  |
| Nils Brun | 14 de juny de 2000     | Swiss MTB Pro Team powered by Stoll (2021) |  |
| Aloïs Charrin | 8 de setembre de 2000  | Chambéry CF (2020)                         |  |
| Arvid de Kleijn | 21 de març de 1994     | Human Powered Health (2022)                |  |
| Jacob Eriksson | 1 de octubre de 1999   | Riwal Cycling Team (2022)                  |  |
| Lucas Eriksson | 10 de abril de 1996    | Riwal Cycling Team (2022)                  |  |
| Robin Froidevaux | 17 de octubre de 1998  | Akros-Excelsior-Thömus (2020)              |  |
| Miká Heming | 6 de abril de 2000     | ATT Investments (2022)                     |  |
| Alexander Kamp | 14 de desembre de 1993 | Trek-Segafredo (2022)                      |  |
| Petr Kelemen | 18 de novembre de 2000 | Elkov-Kasper (2021)                        |  |
| Arthur Kluckers | 15 de març de 2000     | Leopard Pro Cycling (2022)                 |  |
| Sebastian Kolze Changizi | 29 de desembre de 2000 | ColoQuick (2022)                           |  |
| Simon Pellaud | 6 de novembre de 1992  | Trek-Segafredo (2022)                      |  |
| Rick Pluimers | 7 de desembre de 2000  | Jumbo-Visma Development Team (2022)        |  |
| Sébastien Reichenbach | 28 de maig de 1989     | Groupama-FDJ (2022)                        |  |
| Joel Suter | 25 de octubre de 1998  | UAE Team Emirates (2022)                   |  |
| Roland Thalmann | 5 de agost de 1993     | Team Vorarlberg (2022)                     |  |
| Yannis Voisard | 26 de juliol de 1998   | Akros-Thömus (2019)                        |  |
| Luc Wirtgen | 7 de juliol de 1998    | Bingoal Pauwels Sauces WB (2022)           |  |
| Maikel Zijlaard | 1 de juny de 1999      | VolkerWessels Cycling Team (2022)          |  |
| Hannes Wilksch (5 de ago–31 de des) | 30 de octubre de 2001  | Development Team DSM (2022)                |  |
| |                        |                                            |  |
| Font: ProCyclingStats |                        |                                            |  |